# Ernest Fox Nichols

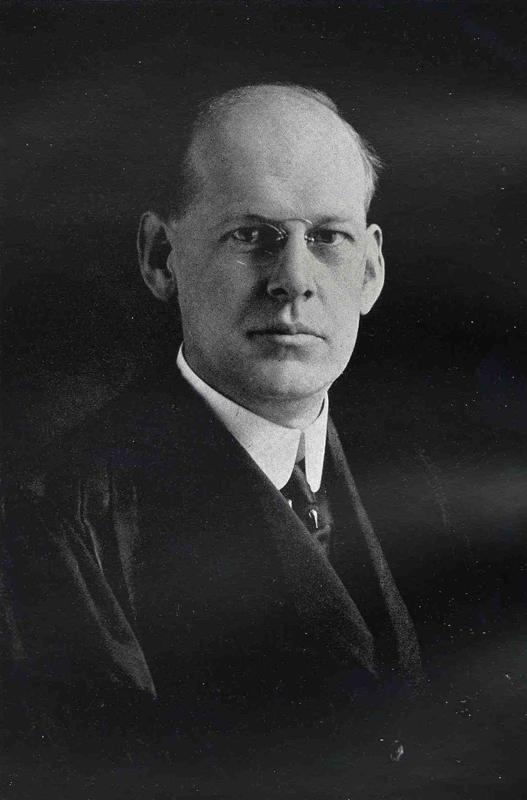
Ernest Fox Nichols

Ernest Fox Nichols (Leavenworth (Kansas), 1 juni 1869 – Washington D.C., 29 april 1924) was een Amerikaans natuurkundige en professor. Hij is vooral verdienstelijk geweest op het gebied van de stralingsleer en is het meest bekend om de experimentele bevestiging van de elektromagnetische stralingsdruk.

## Leven en Werk
Nichols begon zijn academische studies aan de Universiteit van Kansas en hield zich aldaar een jaar voornamelijk bezig met chemie. Om zijn studies te voltooien schreef hij zich nadien in aan de Cornell-universiteit waar hij in 1893 en 1897 zijn verdere akademische graden behaalde.
Van 1892 tot 1898 was Nichols professor in de natuurkunde aan de Colgate universiteit in Hamilton (New York). Het is in die tijd dat hij in contact kwam met de Duitse natuurkundige Ernst Pringsheim in Berlijn. Aangetrokken door de activiteiten van de Berlijnse spectroscopisten zoals Otto Lummer, Ferdinand Kurlbaum en Heinrich Rubens verbleef Nichols een tweetal jaar in Berlijn. De samenwerking met Rubens culmineerde in 1896 in een publicatie over de zogenaamde reststralen die optreden bij de infrarood bestraling van bepaalde kristallen zoals kwarts, fluoriet, haliet en sylviet. 
Na zijn terugkeer in Amerika nam hij zijn werk aan de Colgate universiteit weer op maar werd kort daarop in 1898 verzocht om een professoraat te aanvaarden aan het Dartmouth College. Hij bleef daar werkzaam zijn tot in 1903 en het was in die periode dat hij samen met zijn collega Gordon Ferrie Hull werkte aan een experiment om de stralingsdruk van elektromagnetische straling te meten. Voordien, namelijk in 1900, had de Russische natuurkundige Pjotr Lebedev als eerste de stralingsdruk in een laboratorium kunnen meten. De meting van Nichols was echter een stuk nauwkeuriger.
Na een vijftal jaar in Darmouth accepteerde Nichols een uitnodiging om professor te worden aan de Columbia-universiteit om aldaar natuurkunde te doceren. Hij verbleef er tot in 1909 maar nam in de winter van 1904-1905 verlof om de Universiteit van Cambridge te bezoeken.
In de periode 1909 tot 1916 werd Nichols aangesteld als voorzitter van Dartmouth College waardoor zijn periode als actieve onderzoeker min of meer werd afgesloten. Nochtans aanvaardde hij in 1916 de positie van professor in de fysica aan de Yale-universiteit en bleef er tot hij in 1921 benoemd werd als president van het wereldberoemde MIT. Wegens ziekte nam hij in 1922 ontslag uit deze functie. Hij werd op het einde van zijn loopbaan ook nog benoemd tot vicepresident van de National Academy of Sciences.
In 1904 ontving hij de Rumford-Prijs voor zijn experimenteel werk in verband met de stralingsdruk.